# Layout

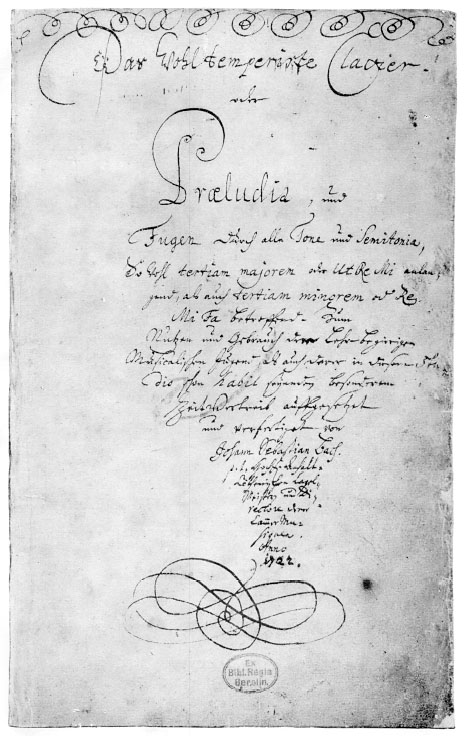
Mise en page (Handschrift)

Der englische Begriff Layout (wörtlich: das Ausgelegte, engl. für „Plan, Entwurf, Aufteilung, Aufriss“) ist sinngemäß mit „Gestaltung“ oder „Gestaltungsmuster“ zu übersetzen. Bei älteren Drucken oder Handschriften wird auch der französische Begriff mise en page, wörtlich „das Anordnen auf einer Seite“, verwendet. 
Er bezeichnet das detaillierte Sichtbarmachen eines gedanklichen Bildes im Sinne eines tatsächlichen Entwurfs, meist dem einer Drucksache. Die Visualisierung vermittelt dem Gestalter und dem Auftraggeber einen Eindruck über die Form der späteren Ausführung und dient damit als verbindliche Entscheidungsgrundlage für die weitere Ausarbeitung des Layoutentwurfes. Dabei kann zur Darstellung der Typographie auch Füll- oder Blindtext verwendet werden, der nicht dem eigentlichen Text im späteren Original entsprechen muss.

## Anwendungsgebiete
Aufgrund der im Layout fixierten markanten Design-Elemente wurde der Begriff in den letzten Jahren auch auf die spezifische Gesamterscheinung von Medienprodukten angewendet, die wiederholt bzw. aktualisiert werden, wie zum Beispiel Zeitschriften, Radiosendungen, Broschüren, Plakate oder auch Websites. Gestaltet werden Printmedien (Bücher, Bilder, Kataloge, Prospekte usw.), Fernsehsendungen oder Webseiten im Internet. Die Gestaltungsregeln dazu können variieren und sind stets von der jeweiligen Branche abhängig.

### Layout in den Medien
Ein professionelles Layout besteht aus sämtlichen abstrakten Elementen mit definierten Eigenschaften, ist aber zunächst ohne Inhalt. Während Layouts für eine einzelne Drucksache lediglich als Unikate angelegt werden, kann bei Periodika und Reihen auf standardisierte Layoutvorlagen zurückgegriffen werden. Dank der nahezu ausschließlichen Erstellung von Layouts am Computer lassen sich die Layoutrichtlinien in Form digitaler Stilvorlagen fixieren, die das Entwerfen unabhängig vom Standort oder der Anzahl der umsetzenden Grafikdesigner vereinheitlichen und vereinfachen. Layouts werden häufig in großen Betrieben erstellt, um der Klientel ein identisches und originelles Erscheinungsbild zu verschaffen. Hauptziel dabei ist, den eigenen Charakter darzustellen und die Unternehmensphilosophie widerzuspiegeln (Corporate Design).
Definiert werden bei Druckerzeugnissen in der Regel:
- das Format,
- der Satzspiegel für Text- und Bildanordnung mit Folgen für den Umbruch sowie
- die Schrift (Größe, Art) für Überschriften und Fließtexte (Typografie).
- der Weißraum (Platzierung, Abstände, Bildergrößen) und
- das Verhältnis Text zu Bild

Zudem wird ein Farbklima bzw. -spektrum festgehalten, das sich auf die Farben von Schriften, Hintergründen, grafischen Elementen wie Informationskästen, aber auch von Farbabbildungen bezieht.

#### Grundlagen zur Erstellung eines Layouts
Besonders im Bereich der Werbung (auch bei Plakaten und Broschüren) wird beim Entwurf eines Layouts eine Bildsprache vorgegeben, die den Wiedererkennungswert einer Marke oder eines Produkts steigern soll. Bei derart komplexen, planerisch angelegten Layouts ist die Mischung zwischen Konstanten und Variablen entscheidend für den langfristigen Erfolg: Die Konstanten sollen einen festen Rahmen für variable Inhalte vorgeben, ohne sie in ihrer Wirkung zu mindern oder eine Weiterentwicklung des Designs zu verhindern.
Das Grundelement der Gestaltung ist das Format; die nachgeordneten Unterelemente werden als Layouts bezeichnet. Zu ihnen zählen:
- Aufmacher,
- Kurzartikel,
- Eckenbrüller,
- Aufsetzer (meist kurzer Artikel über dem Seitenfuß),
- Essays und
- Verkehrsdurchsagen usw.

Für die einzelnen Unterelemente wird wiederum ein Layout entworfen und in weitere Unterelemente gegliedert:
- Überschrift,
- Fließtext,
- Kasten,
- Jingle usw.

Format und Layout sowie dessen Unterelemente dienen als „Behälter“ für den später dort eingebrachten Inhalt. Hat sich ein Layout als ästhetisch, sinnvoll und effizient im Hinblick auf Gestaltungsaufwand und Informationsgehalt erwiesen, wird dessen Grundkonzept in der Regel nie bzw. nur in Fällen verändert, in denen ein dauerhaft erfolgreiches Format modernisiert und zeitgemäßem Stil angepasst werden soll.
Die strenge Einhaltung von Format- und Layout-Vorgaben dient einerseits der Corporate Identity eines Medienprodukts, stellt andererseits aber eine wichtige Orientierungshilfe für die Zielgruppe dar.

### Musik und Film
In der Musikbranche spricht man von einem Layout, wenn ein musikalisches Werk noch in einer unvollendeten, skizzierten Version vorhanden ist. Das Layout ist in seiner Instrumentierung und Komposition noch nicht endgültig und dient meist Auftraggebern als Vorschau.
Bei Filmproduktionen werden Layouts beispielsweise dazu verwendet, um Filmmusik „am Bild zu testen“, d. h. zu überprüfen, ob Bild und Musik zusammenpassen.

### Elektronik
In der Elektronik wird die Leiterbahnanordnung (Leiterplattenentflechtung) auf einer Leiterplatte ebenfalls Layout genannt. In der Mikroelektronik bedeutet Layout die (bearbeitbare) grafische Repräsentation einer elektronischen Schaltung in einer den späteren tatsächlichen geometrischen Verhältnissen auf dem Chip nahen Form.

### Betriebswirtschaft
Betriebswirtschaftlich ist Layout die Bezeichnung für die innerbetriebliche Standortplanung und zeigt die räumlichen Anordnungsmöglichkeiten für unter anderem Maschinen innerhalb eines Betriebs auf (Layoutplanung; vgl. zum Beispiel Domschke und Drexl 1996).

### Graphentheorie
In der Graphentheorie bezeichnet das Layout die Anordnung von Knoten und Kanten bei der Visualisierung eines Graphen. Neben frei gestalteten Layouts existieren automatisch generierte (nach festgelegten Regeln berechnete und gezeichnete) Layouts.